# Gomeznarro (Valladolid)
Gomeznarro es una localidad española del municipio de Medina del Campo, perteneciente a la provincia de Valladolid, en la comunidad autónoma de Castilla y León.

## Geografía
Es una pedanía de Medina del Campo y entre ambas localidades hay una distancia de unos 10 km.

## Historia
Los siglos se desconocen, pero, el nombre del pueblo Gomeznarro es por dos antiguos pueblos vecinos: Gómez y Narro. Se cree que estos dos pueblos había buenas relaciones o que los dueños de las casas de ambos pueblos decidieran unirse para mejorar las condiciones de vida. Gomeznarro está en el antiguo pueblo de Gómez y cerca de allí se hallan las ruinas de Narro.[cita requerida]
Hacia mediados del siglo XIX, el lugar, por entonces con ayuntamiento propio, tenía contabilizada una población de 297 habitantes. Aparece descrito en el octavo volumen del Diccionario geográfico-estadístico-histórico de España y sus posesiones de Ultramar de Pascual Madoz de la siguiente manera:

GOMEZ-NAHARRO: l. con ayunt. en la prov., aud. terr. y c. g. de Valladolid (9 leg.), part. jud. de Medina del Campo (1), dióc. un año de Valladolid y otro de Avila (12): sit. en llano y combatido principalmente por los vientos N. y S., goza de clima sano y las enfermedades mas comunes son fiebres intermitentes: tiene 95 casas; la consistorial que tambien sirve de cárcel; escuela de instruccion primaria, frecuentada por 14 alumnos, á cargo de un maestro dotado con 1,100 rs. una fuente de buen agua; igl. parr. de 2.° ascenso (San Nicolás de Bari), servida por un cura cuya plaza es de provision real ú ordinaria, segun los meses en que ocurre la vacante; hay un cementerio bien ventilado, y en posicion que no ofende á la salubridad pública: confina el térm. N. y E. Moraleja; S. San Vicente, y O. Medina del Campo; dentro de él se encuentra una alameda: el terreno fertilizado por el r. Zapardiel, es llano y de buena calidad, comprende algunos prados de buenas yerbas. caminos: los locales y el que de Madrid conduce á Galicia. correo: se recibe en la adm. de Medina por un balijero. prod.: trigo, cebada, algarroba y garbanzos; se cria ganado lanar y las caballerías necesarias para la agricultura. ind.: la agrícola. pobl.: 89 vec., 297 alm. cap. prod.: 981,120 rs. imp.: 98,112. contr.: 12,560 rs. 6 mrs. presupuesto municipal, 4,500 rs., se cubre en su mayor parte con reparto vecinal.
(Madoz, 1847, p. 441)

El 16 de enero de 1916 hubo un accidente entre dos trenes a causa de la niebla que había ese día en el que hubo varios heridos y un fallecido.
El municipio de Gomeznarro desapareció en 1976, al ser incorporado al término municipal de Medina del Campo.

## Demografía

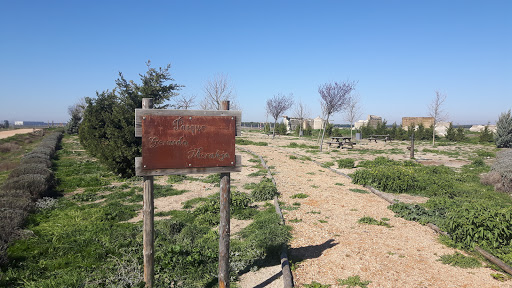
Parque de Gerardo Moraleja ubicado a las afueras del municipio

| Gráfica de evolución demográfica de Gomeznarro entre 1842 y 1970 |
| |
| Población de derecho según los censos de población del INE Población de hecho según los censos de población del INEEntre el censo de 1981 y el anterior, este municipio desaparece porque se integra en el municipio 47085 (Medina del Campo) |

Evolución de la población en el siglo XXI
| Gráfica de evolución demográfica de Gomeznarro entre 2000 y 2022   |
|                                                                    |
| Población de derecho (2000-2020) según el padrón municipal del INE |

## Transporte

### Carretera
Cuenta con un acceso hasta él pueblo desde la Autovía del Noroeste (Madrid-Coruña) y otro acceso desde la carretera VP-9905 que comunica Gomeznarro y Ramiro.

### Ferrocarril

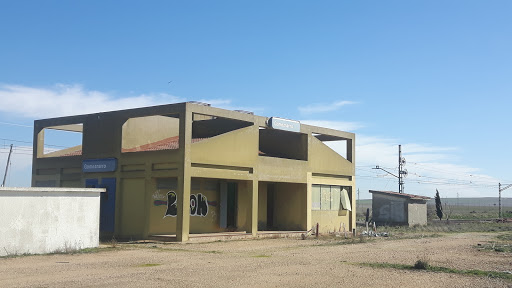
Estación de Tren de Gomeznarro (Valladolid) (2)

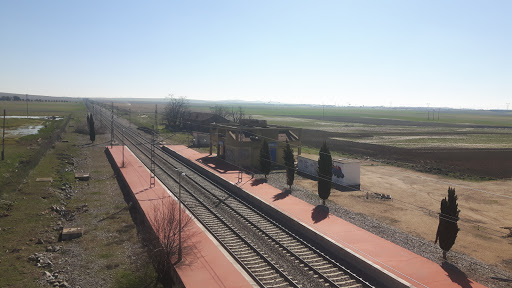
Estación de Gomeznarro vista desde la carretera

Gomeznarro cuenta con estación de trenes que se encuentra a un kilómetro del pueblo. A día de hoy está abandonada, pero durante el siglo XX se la daba bastante uso.

## Patrimonio

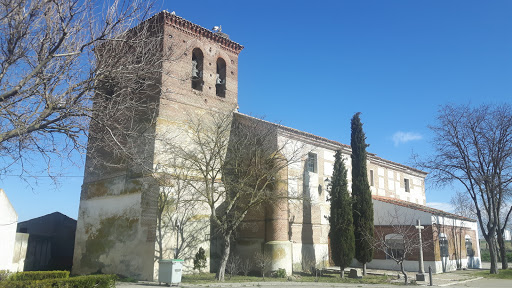
Iglesia de San Nicolás de Bari

En la localidad hay una iglesia bajo la advocación de San Nicolás de Bari..

## Fiestas
Sus fiestas patronales son el 15 de agosto en honor a La Virgen de la Asunción.

## Personas notables
- Juan Martínez Villergas: político, escritor, poeta y periodista.
- Gerardo Moraleja Pinilla:[9] Presbítero, educador y cronista de la villa de Medina del Campo.